# Nicu Gângă
Nicu Gângă (* 10. března 1953 Grănicerii, Rumunsko) je bývalý rumunský zápasník, reprezentant v zápase řecko-římském.
V roce 1976 na olympijských hrách v Montrealu vybojoval v kategorii do 52 kg stříbrnou medaili a v roce 1980 na hrách v Moskvě ve stejné kategorii čtvrté místo.